# Dulánszky Nándor
Doliánszki Dulánszky Nándor Alajos (Esztergom, 1829. október 15. – Pécs, 1896. január 24.) székesfehérvári püspök 1875-től 1877-ig, pécsi püspök 1877-től haláláig.

## Pályafutása
A kisnemesi doliánszki Dulánszky család sarja. Édesapja Dulánszky József(1794-?), édesanyja Szloboda Borbála (1803–1870) volt. Dulánszky József a gróf szlavnicai Sándor család gazdatisztje volt: 1825-ben Szomoron uradalmi ispán (spanus dominalis), 1829-ben Nagysápon kasznár (frumentarius), 1838-ban Bián uradalmi számtartó (rationista dominalis), 1843-ban már uradalmi tiszttartó (provisor dominalis) ugyanott; 1845-ben Bajnán uradalmi tiszttartó (provisor dominalis). Nándor fivére, Dulánszky Adolf (1838–1909), 1884-től a pécsi püspökség uradalmi igazgatója volt; Dulánszky Adolftól és feleségétől, lindenthali Mayer Hermina (1839–1908) úrnőtől, származik a Dulánszky család pécsi ága.
Gyerekkora nagy részét az etyeki plébániához tartozó bóthi-pusztán és Bián töltötte. Középiskolai tanulmányait a budai főgimnáziumban, Pozsonyban, illetve Nagyszombatban végezte. Ezt követően az esztergomi érseki megye papnövendékei közé vették fel, és filozófiát, 1850-től a bécsi Pázmáneumban teológiát tanult. 1853. augusztus 7-én szentelték pappá.
Rövid ideig óbudai káplánként működött. Innen a Szt. Ágostonról nevezett bécsi papneveldébe (Augustineum) hívták át, ahol az egyetemen 1855-ben teológiai doktori oklevelet nyert. 1857-től Pest-belvárosi káplán volt, majd az esztergomi szeminárium, 1860-tól pedig a pesti Központi Papnevelő Intézet tanulmányi felügyelője (prefektusa). Ebben a minőségében az egyetem hittudományi karán helyettes tanár volt, ahol 1862-ben rendes tanárrá nevezték ki. 10 év után, 1872-ben – mint osztálytanácsost, és a katolikus ügyek előadóját – a vallás- és közoktatásügyi minisztériumba hívták.
1873. március 17-én esztergomi kanonokká, 1874. január 8-án sümegi címzetes apáttá, május 28-án bácsi választott püspökké nevezték ki.

### Püspöki pályafutása
1875. június 11-én székesfehérvári, 1877. június 1-jén pedig pécsi püspökké nevezték ki.
1882 és 1891 között restauráltatta a pécsi székesegyházat, és megalapította annak gregorián énekiskoláját. 1883-ban újjászervezte és kibővítette a szemináriumot; az irgalmasok segítségével öt leányiskolát alapított. 1880-tól valóságos belső titkos tanácsosi címet kapott.

## Díjak
1882-ben a Ferenc József-rend nagy keresztjét kapta.

## Művei
- Dulánszky számos cikket és értekezést írt a Religio című egyházi folyóiratba, amelynek 1868–1869-ben segédszerkesztője volt.
- Ismeretes egy latin nyelvű Dogmaticája ('ágazatos hittan'). (Budapest, év nélkül)[3]